# Rue de la Grande-Chaumière
La rue de la Grande-Chaumière est une voie située dans le quartier Notre-Dame-des-Champs du 6e arrondissement de Paris, en France.

## Situation et accès
Elle débute 72, rue Notre-Dame-des-Champs et se termine 115, boulevard du Montparnasse.
Le quartier est desservi par la ligne 4 à la station Vavin.

## Origine du nom
La rue tient son nom d'un ancien bal-jardin dit bal de la Grande-Chaumière implanté en 1788, un peu plus au sud, sur le côté méridional du nouveau cours des boulevards du Midi, à hauteur de la section qui constitue l'actuel  boulevard du Montparnasse. Ce bal connut un grand succès avant d'être supplanté par la Closerie des Lilas et de fermer en 1853 (son emplacement correspond aux nos 112 à 136 du boulevard du Montparnasse. Un panneau d'information du type pelle Starck retraçant son histoire se trouve devant la façade du no 120 bis).

## Historique
Cette voie est ouverte en 1830 sous le nom de « rue Chamon », du nom du propriétaire des terrains avant de prendre sa dénomination actuelle par une ordonnance du 14 décembre 1842.

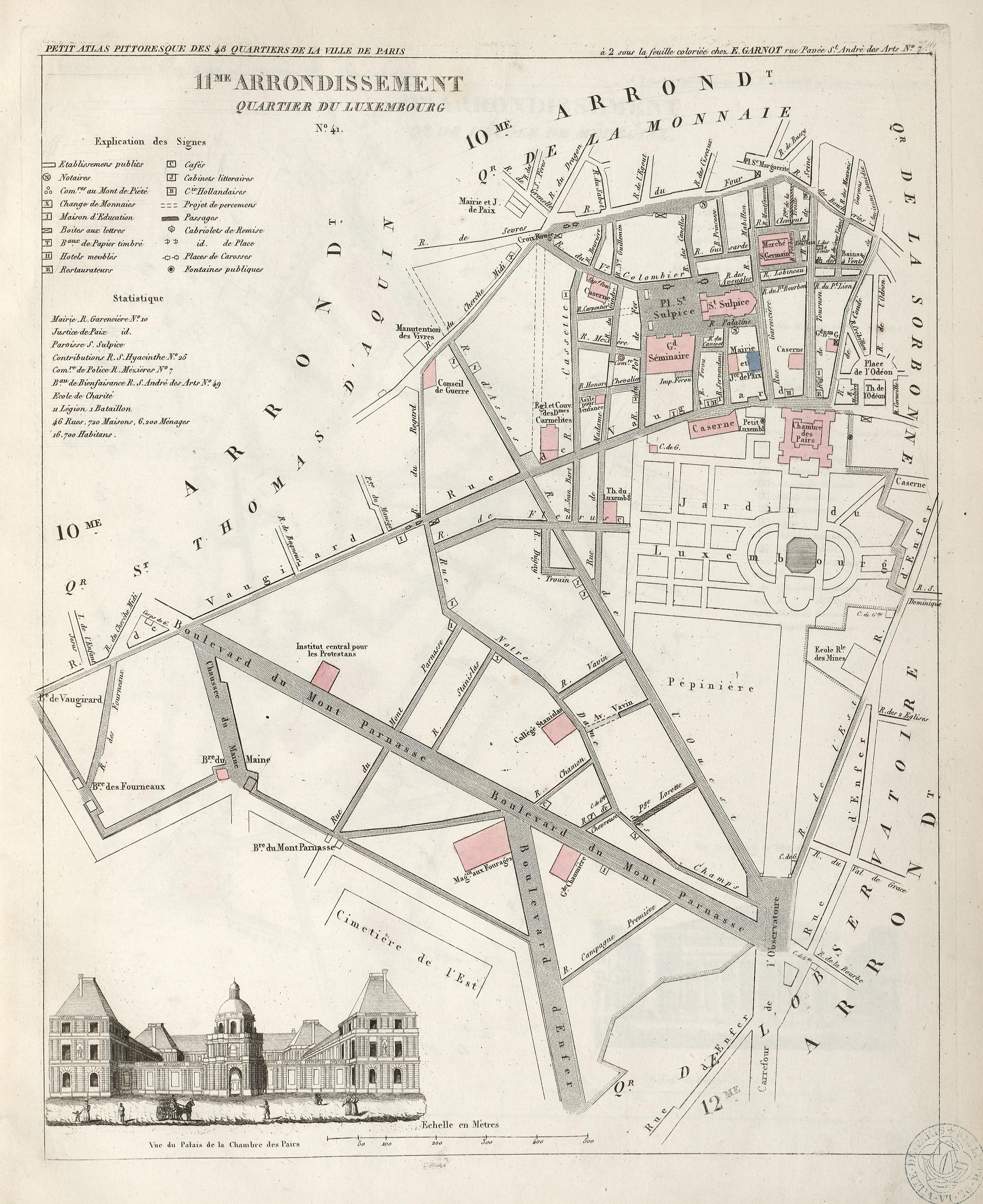
Rue Chamon, Petit atlas pittoresque (v. 1830-1842).
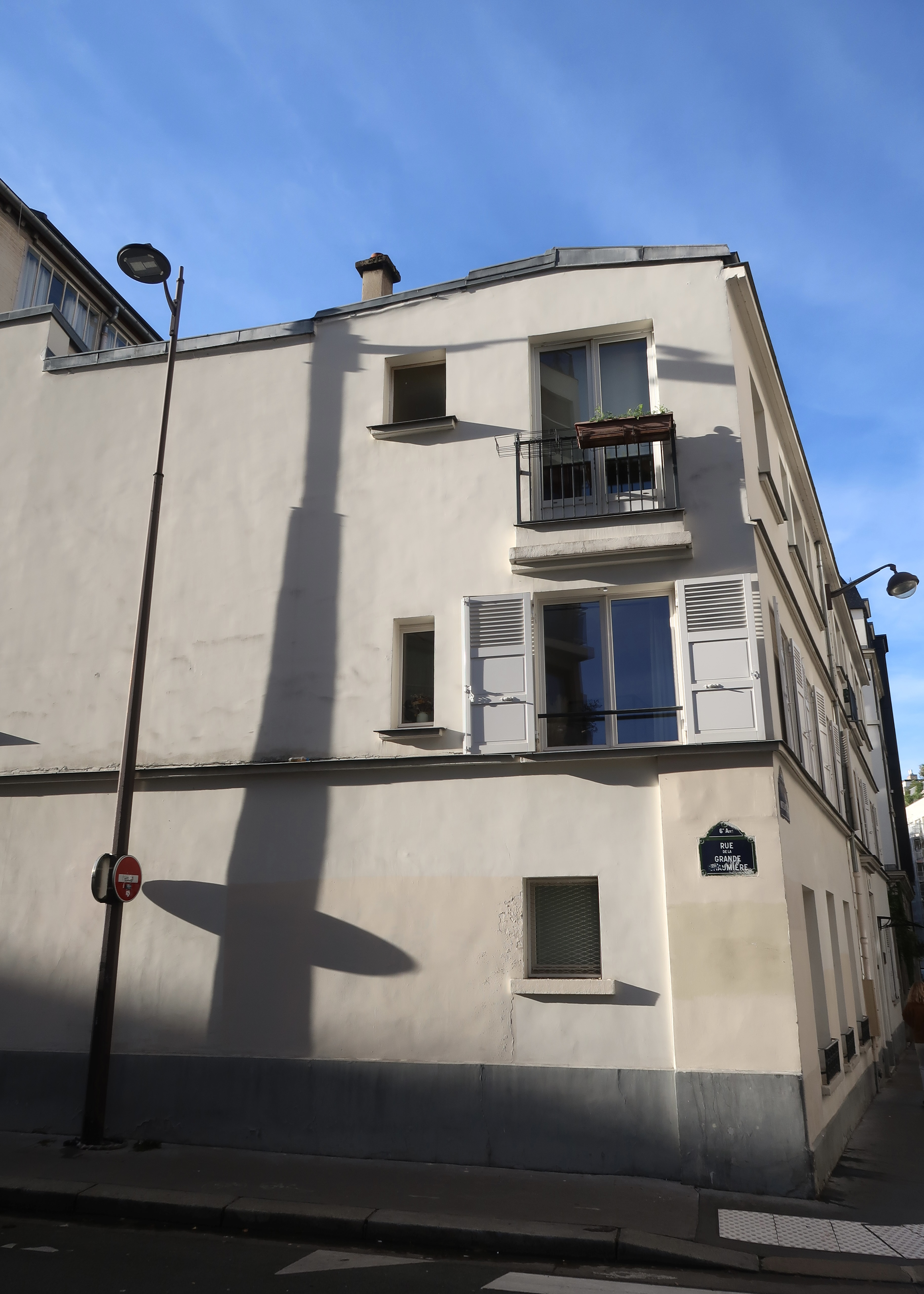
Au croisement avec la rue Notre-Dame-des-Champs.

## Bâtiments remarquables et lieux de mémoire
- No 1 : la peintre et résistante Yvonne Ziegler y installe son établissement d'enseignement de peinture, l'Académie Ziegler[3], dans les années 1930.
- No 6 : le peintre verrier Eugène Oudinot avait son domicile et son atelier à cette adresse jusqu'à son décès en 1889[4]. L'atelier est alors racheté par Félix Gaudin, également peintre verrier.
- No 8 : Paul Gauguin logea ici de 1893 à 1894. Atelier et logement d'Amedeo Modigliani et de sa compagne Jeanne Hébuterne de 1917 à 1920, date du décès du peintre en ce lieu, un « studio fruste »[5]. Après avoir résidé au-dessus de la crémerie de madame Charlotte, Mucha y partage un atelier avec Gauguin. Auguste Clergé s'y installe vers 1942[6], Jean Commère en 1952.
- No 10 : l'Académie Colarossi se trouvait là entre 1870 et 1935 ; elle accueillit pour les former quelques-uns des plus grands artistes du XXe siècle. Après la Seconde Guerre mondiale, le photographe de mode Willy Maywald (1907-1985) y ouvre son second studio parisien. Dans cet immeuble a vécu Fernande Olivier, au 2e étage. Voir la description de l'appartement dans le Journal littéraire de Paul Léautaud au 3 juin 1931.
- No 13 : Alfons Mucha [Quoi ?]de 1896 à 1898 et aussi rue du Val-de-Grâce.
- No 14 : Académie de la Grande Chaumière fondée en 1904.

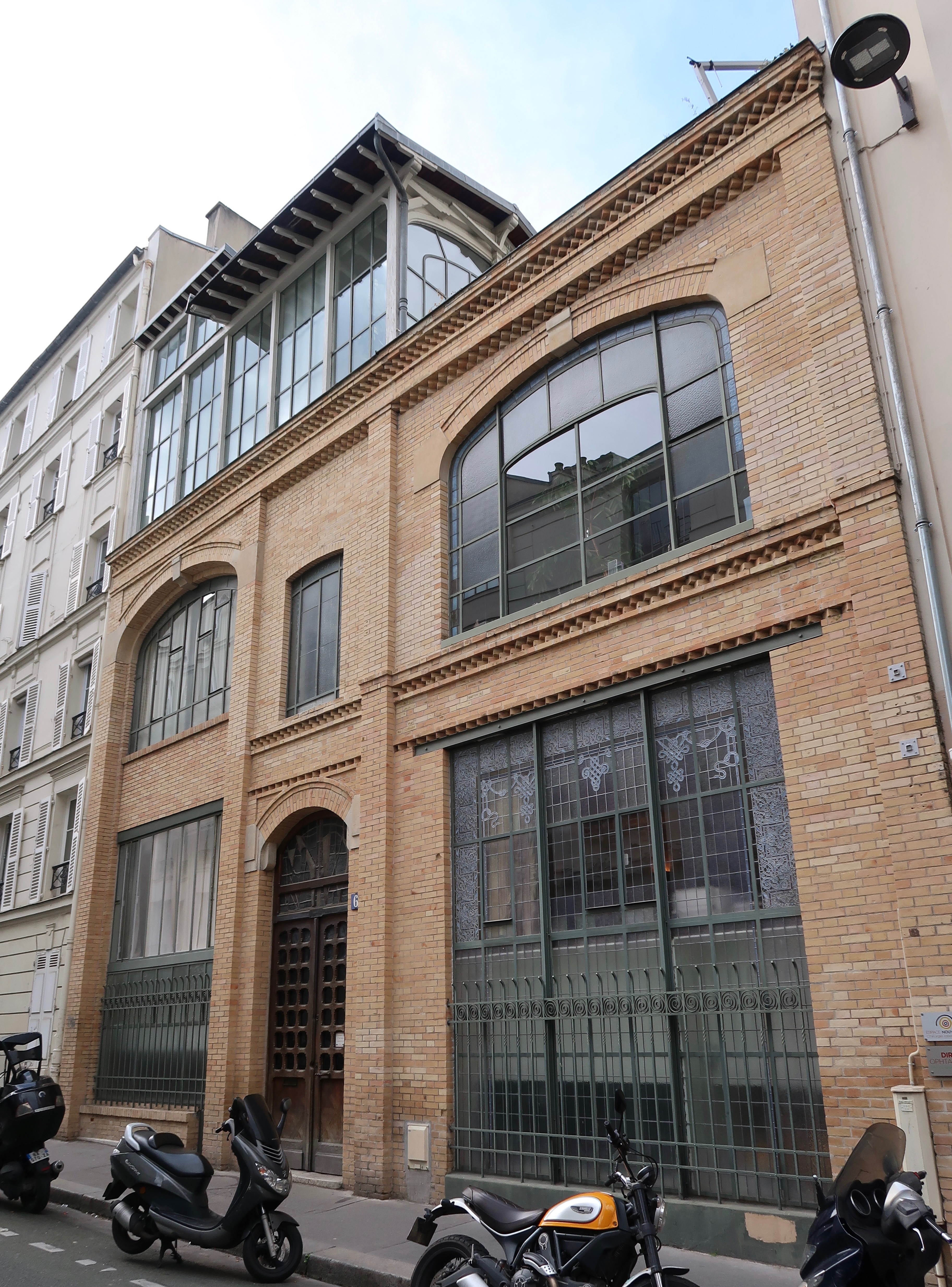
No 6.
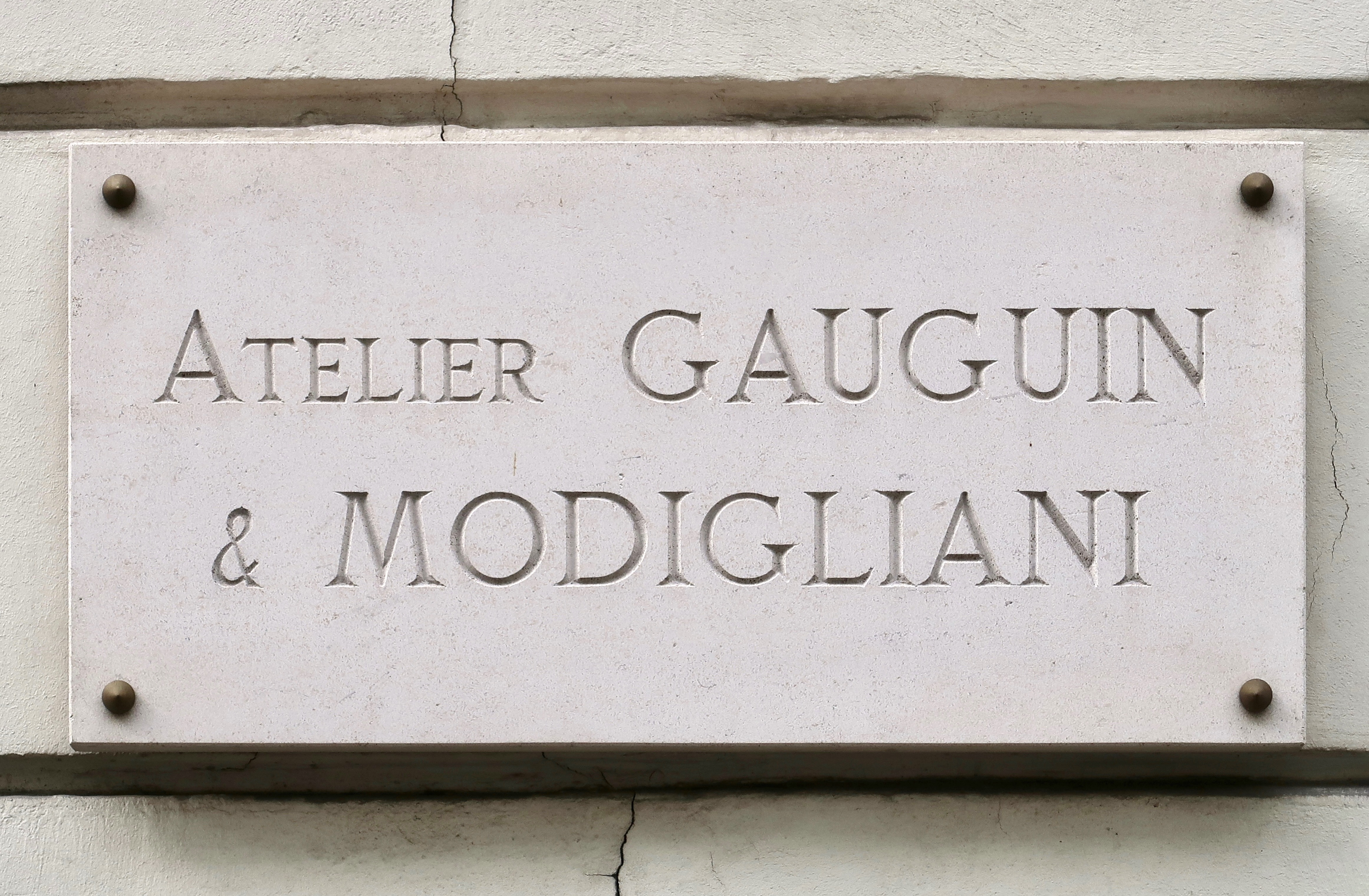
Plaque au no 8.
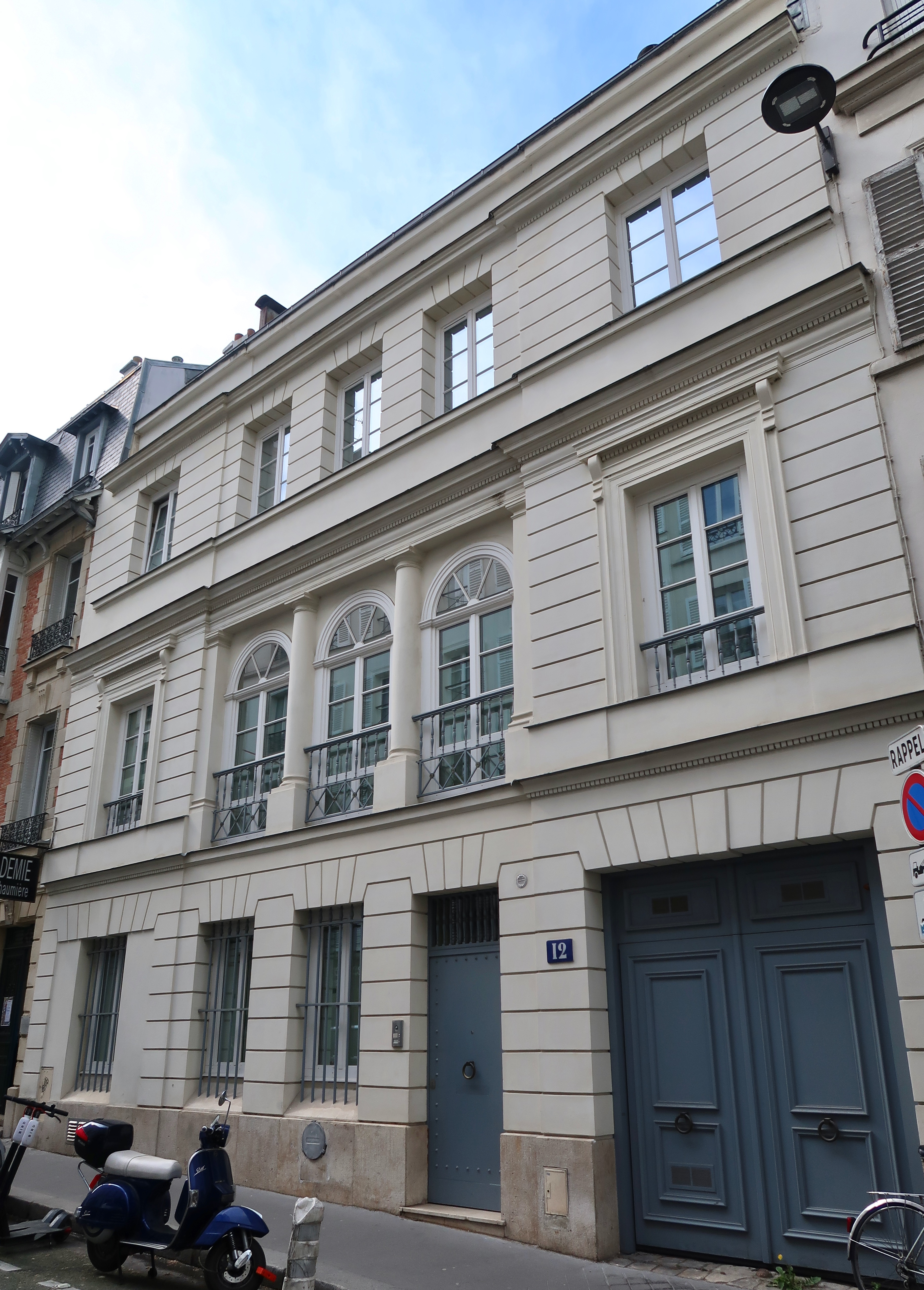
No 12.
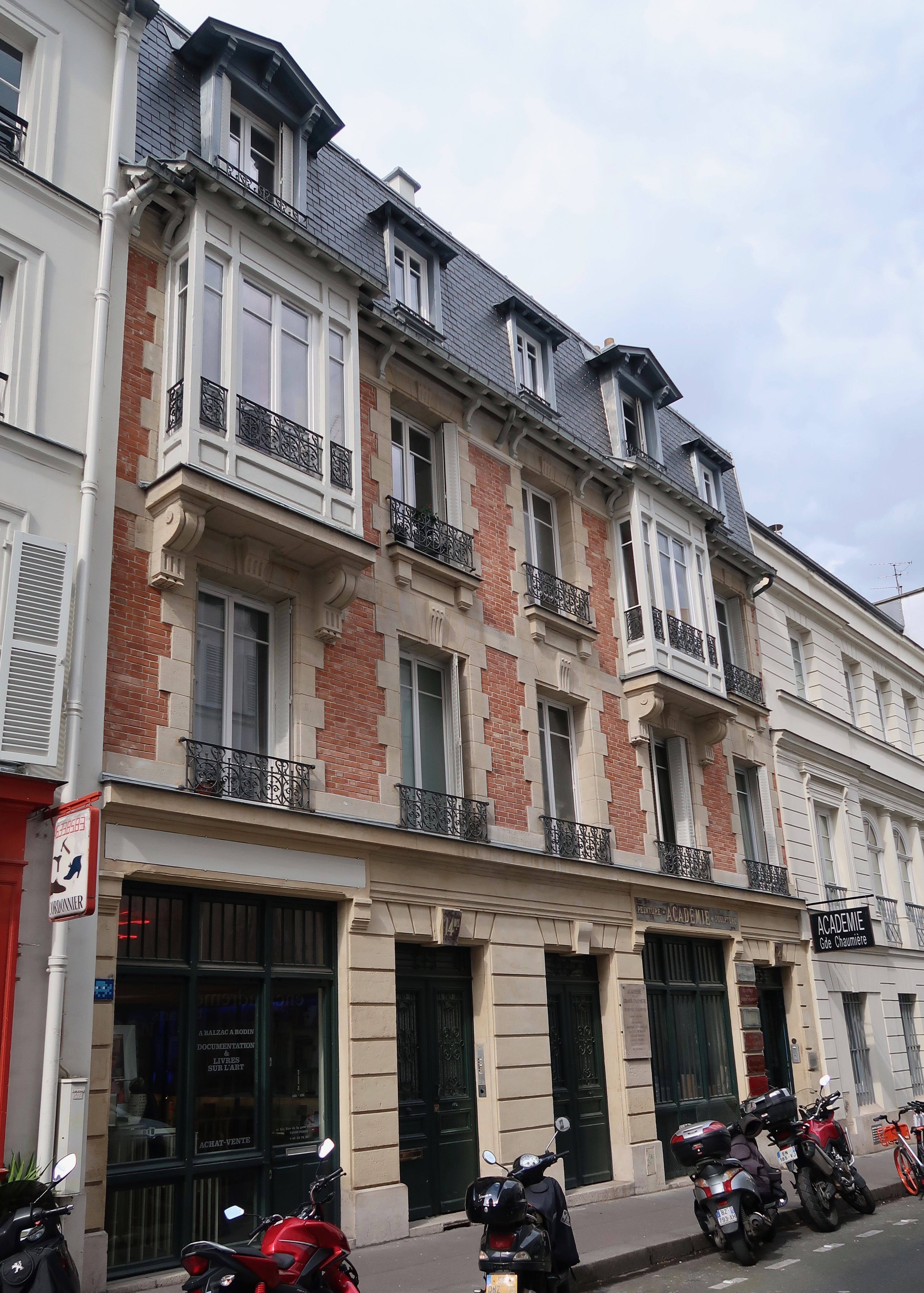
No 14.